# 329 pr. n. št.

## Smrti
- Bes, samozvani kralj Ahemenidskega cesarstva (* ni znano)